# 예수는 역사다
《예수는 역사다》(The Case for Christ)는 미국에서 제작된 존 건 감독의 2017년 드라마 영화이다. 마이크 보겔 등이 주연으로 출연하였고 엘리자베스 햇처-트래비스 등이 제작에 참여하였다. 리 스트로벨의 책 The Case for Christ에 영향을 받은 이야기를 바탕으로 한 영화이다. 이 영화는 퓨어 플릭스 엔터테인먼트에 의해 2017년 4월 7일 개봉되었다.

## 출연

### 주연
- 마이크 보겔
- 에리카 크리스틴슨
- 페이 더너웨이
- 로버트 포스터

### 조연
- 프랭키 페이슨
- L. 스콧 캘드웰
- 마이크 프니스키
- 케빈 시즈모어
- 브렛 라이스
- 톰 노윅키
- 주드 로맨드
- 러스 블랙웰
- 조던 콕스
- 헤일리 로즌와서
- 신디 호건

## 기타
- 원작자: 리 스트로벨
- 공동제작: 브라이언 버드
- 공동제작: 데이빗 드 보스
- 미술: 미첼 크리스프
- 세트: 나탈리 룸스
- 의상: 다나 코닉
- 배역: 빌리 다모타
- 배역: 마크 핀캐넌
- 배역: 데 비즈